# Sevilla Fútbol Club 2014-2015
Questa voce raccoglie le informazioni del Sevilla Fútbol Club nelle competizioni ufficiali della stagione 2014-2015.

## Rosa
Rosa aggiornata al 1 settembre 2014.
| N. |                       | Ruolo | Calciatore                  |
| -- | --------------------- | ----- | --------------------------- |
| 1  | Argentina (bandiera)  | P     | Mariano Barbosa             |
| 2  | Francia (bandiera)    | D     | Benoît Trémoulinas          |
| 3  | Spagna (bandiera)     | D     | Fernando Navarro (capitano) |
| 4  | Polonia (bandiera)    | C     | Grzegorz Krychowiak         |
| 5  | Portogallo (bandiera) | D     | Diogo Figueiras             |
| 6  | Portogallo (bandiera) | D     | Daniel Carriço              |
| 7  | Francia (bandiera)    | A     | Kevin Gameiro               |
| 8  | Uruguay (bandiera)    | C     | Sebastián Cristóforo        |
| 9  | Colombia (bandiera)   | A     | Carlos Bacca                |
| 10 | Spagna (bandiera)     | A     | José Antonio Reyes          |
| 11 | Brasile (bandiera)    | D     | Cicinho                     |
| 12 | Spagna (bandiera)     | C     | Vicente Iborra              |
| 13 | Portogallo (bandiera) | P     | Beto                        |

| N. |                      | Ruolo | Calciatore             |
| -- | -------------------- | ----- | ---------------------- |
| 14 | Spagna (bandiera)    | A     | Iago Aspas             |
| 15 | Francia (bandiera)   | D     | Timothée Kolodziejczak |
| 17 | Spagna (bandiera)    | C     | Denis Suárez           |
| 18 | Spagna (bandiera)    | A     | Gerard Deulofeu        |
| 19 | Argentina (bandiera) | C     | Éver Banega            |
| 20 | Spagna (bandiera)    | C     | Vitolo                 |
| 21 | Argentina (bandiera) | D     | Nicolás Pareja         |
| 22 | Spagna (bandiera)    | C     | Aleix Vidal            |
| 23 | Spagna (bandiera)    | D     | Coke                   |
| 24 | Spagna (bandiera)    | D     | Alejandro Arribas      |
| 25 | Camerun (bandiera)   | C     | Stéphane M'Bia         |
| 26 | Spagna (bandiera)    | C     | Luismi Sánchez         |

## Maglie e Sponsor
Il main sponsor per la stagione è Visit Malaysia mentre il main sponsor è Warrior, il marchio è una controllata della New Balance che ne prende il posto a partire dalla finale di Europa League dove firma un completo apposito per l'occasione.
|  | Casa | Trasferta | Terza maglia | Finale Europa League |